# KTurtle
KTurtle è ambiente di apprendimento della programmazione che usa il linguaggio Logo. Si tratta di un programma educativo incluso nel modulo kdeedu (programmi di edutainment) dell'ambiente desktop KDE.
È un software libero, ed è distribuito con licenza GNU General Public License.